# Marc Cardona
Marc Cardona Rovira, né le 8 juillet 1995 à Lérida (Espagne), est un footballeur espagnol, qui évolue au poste d'avant-centre au UD Las Palmas.

## Biographie

### En club

#### FC Barcelone
Avec l'équipe première du FC Barcelone, il dispute son premier match en Copa del Rey contre Alicante, le 30 novembre 2016.
Le 6 décembre 2016, il dispute son premier match de Ligue des champions face au Borussia Mönchengladbach.

#### CA Osasuna
Le 25 juin 2019, il est transféré par le Barça vers le CA Osasuna.